# Einasleigh
Einasleigh – rzeka w Australii, w zachodniej części stanu Queensland. Ma 618 km długości. Uchodzi do rzeki Gilbert. Została nazwana 12 lipca 1845 roku przez odkrywcę Ludwiga Leichhardta na cześć Johna Gilberta, brytyjskiego przyrodnika i odkrywcy. W 1867 roku Richard Daintree i William Hann założyli nad rzeką kopalnię miedzi, jednak wysokie koszty transportu wkrótce doprowadziły do jej zamknięcia.